# Глухов, Юрий Иванович
Юрий Иванович Глухов (10 апреля 1933, СССР — 5 марта 1992, Россия) — советский хоккеист (хоккей с шайбой, хоккей с мячом), нападающий; тренер. Мастер спорта СССР по хоккею с мячом (1957).

## Биография
Воспитанник хоккейной команды московского «Буревестника», за который выступал в 1955—1956 гг.
Также играл в московских «МАИ» (1959—1961) и «Спартаке» (1961—1964). Всего в чемпионатах Советского Союза провёл около 80 матчей, в которых забросил 21 шайбу.
Играл в хоккей с мячом за московские команды «Буревестник» (1954—1958) и ЦСК МО (1958—1959).
После окончания игровой карьеры работал тренером «Спартака» (1964—1968, 1969—1970, 1971—1972) и старшим тренером австрийского «Клагенфурта» (1973—1974), был тренером детско-юношеской спортивной школы «Спартака», а в 1985—1992 гг. — директором СДЮШОР «Спартак».
Скончался 5 марта 1992 года, похоронен на Долгопрудненском кладбище.

## Достижения
- Чемпион СССР — 1962[3].
- Бронзовый призёр чемпионата СССР — 1963, 1964[3].